# هیکی آریکه
هیکی آریکه (انگلیسی: Heiki Arike; ۵ مهٔ ۱۹۶۵ – ۹ اکتبر ۲۰۱۸) سیاستمدار و نظامی ارشد نیروهای دفاع ملی استونی اهل استونی بود. وی همچنین از سال ۱۹۹۳ تا ۱۹۹۴ وزیر کشور استونی بوده است.